# Афанасьевское муниципальное образование (Иркутская область)
Афанасьевское муниципальное образование — сельское поселение в Тулунском районе Иркутской области России. Административный центр — деревня Афанасьева. Находится в 14 километрах к северу от Тулуна.

## Демография
| 2010  | 2011  | 2012  | 2013  | 2014  | 2015  | 2016  |
| ----- | ----- | ----- | ----- | ----- | ----- | ----- |
| 1098  | ↘1094 | ↗1112 | ↗1119 | ↘1102 | ↘1088 | →1088 |
| 2017  |       |       |       |       |       |       |
| ↗1118 |       |       |       |       |       |       |

По результатам Всероссийской переписи населения 2010 года
численность населения муниципального образования составила 1098 человек, в том числе 514 мужчин и 584 женщины.

## Населённые пункты
В состав муниципального образования входят населённые пункты:
- Афанасьева
- Ермаки
- Никитаево